# 鐵底海峽

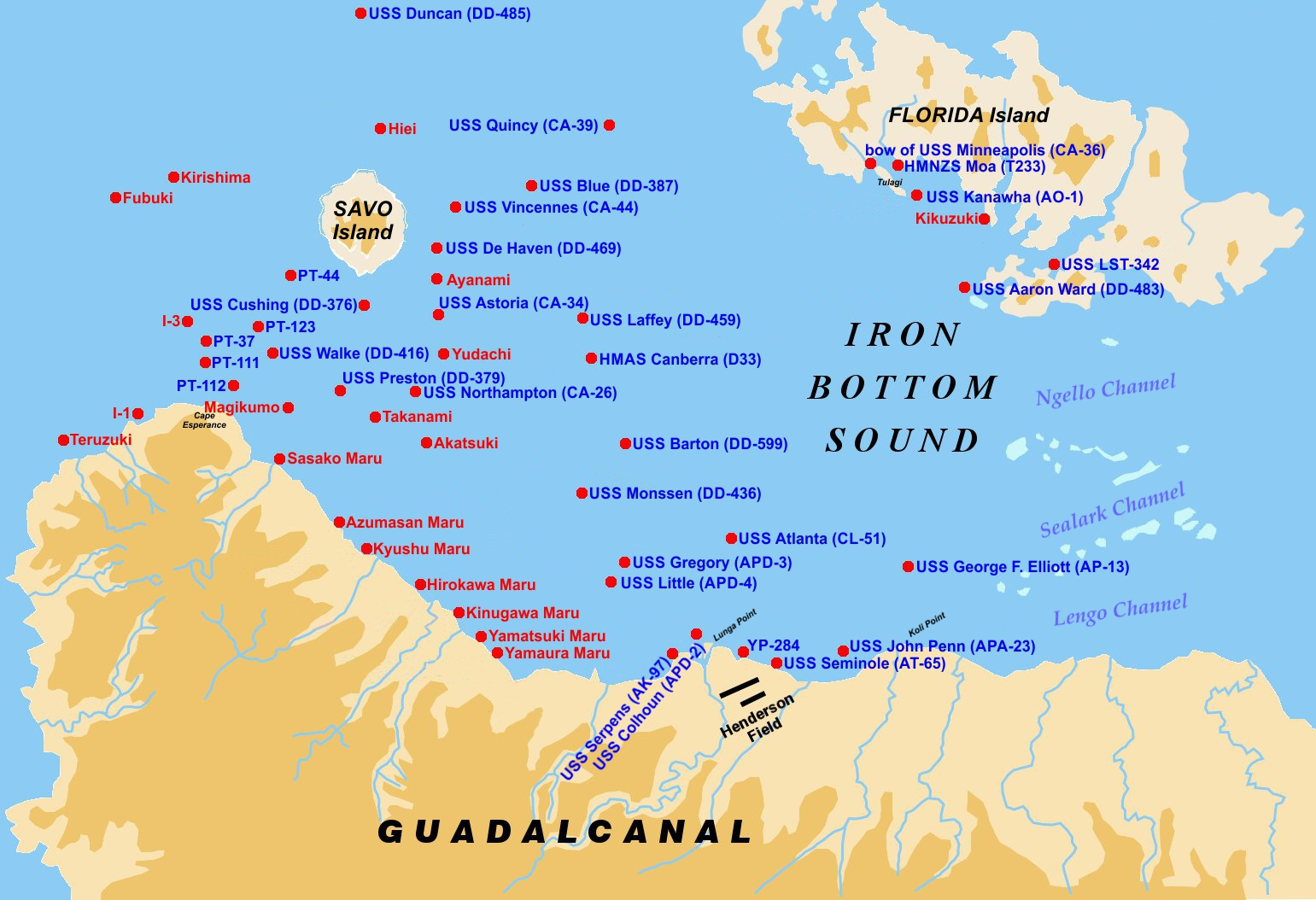
鐵底海峽示意圖，紅字為日本船隻沉沒地點，藍字為同盟國船隻沉沒地點

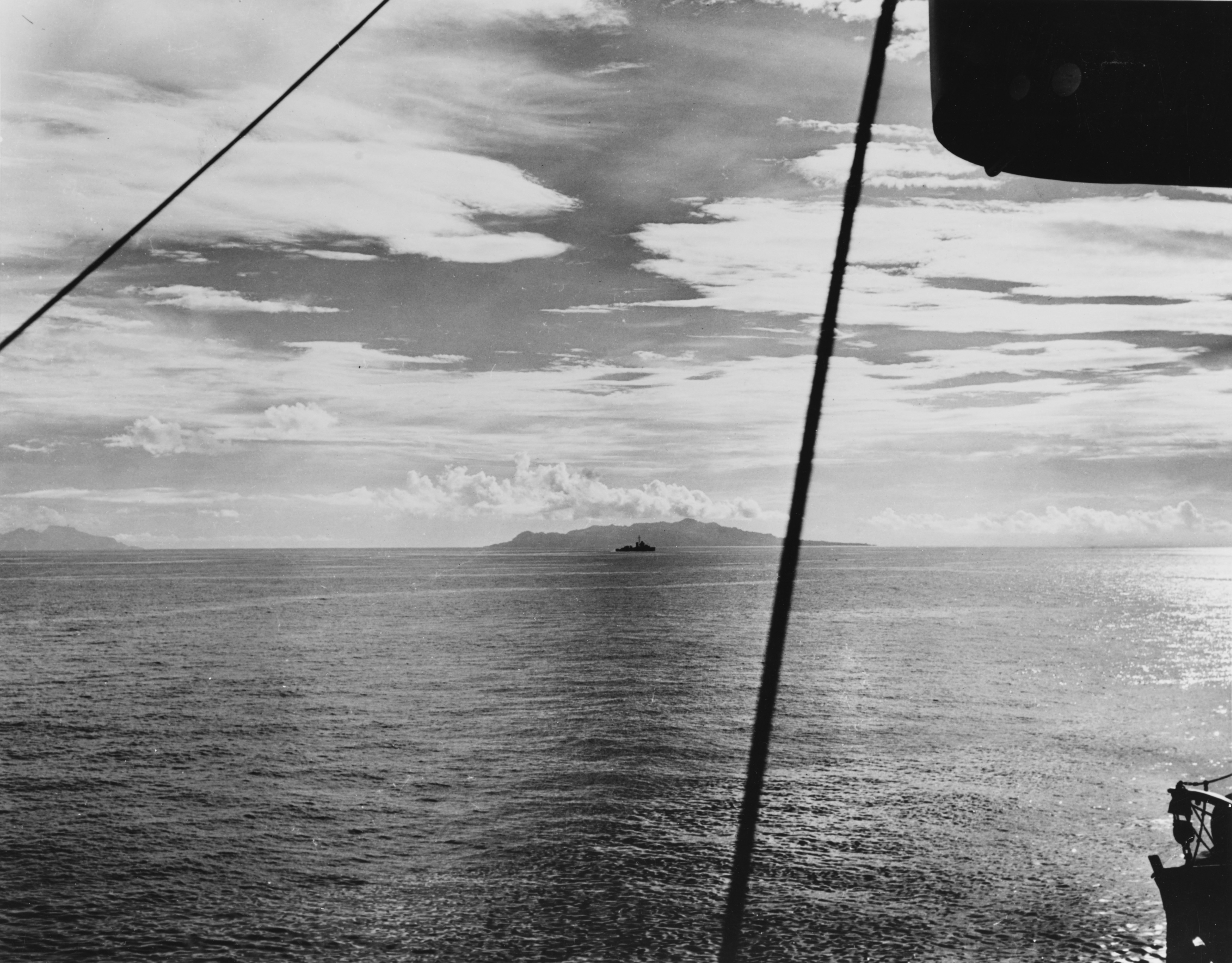
1942年8月7日，同盟國軍隊登陸瓜達康納爾島和圖拉吉島當時拍攝到的照片。照片正中央為薩沃島，左方為瓜達康納爾島

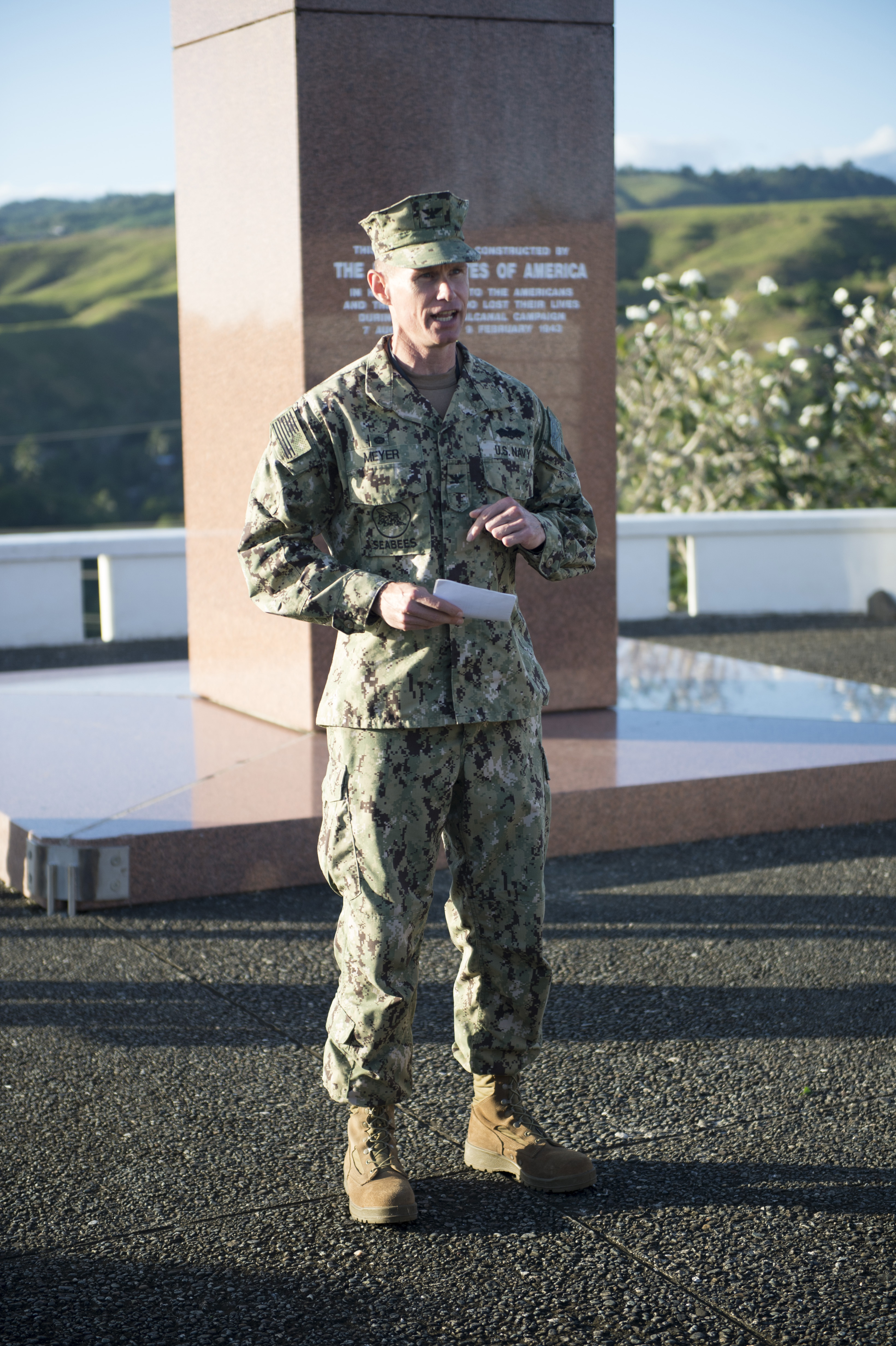
在瓜達康納爾島上舉辦的獻花儀式，攝於2015年

鐵底海峽（英語：Ironbottom Sound），又被稱為鐵底灣（英語：Iron Bottom Bay），是第二次世界大戰中同盟國對索羅門群島當中一個海域的稱呼，該海域位於瓜達康納爾島北方，位於薩沃島與佛羅里達群島南方。在第二次世界大戰期間，此海域曾發生過數起大型海戰，導致超過五十艘同盟國與日本船隻、大量飛機在此海域沉沒，因此有了「鐵底海峽」的稱呼，現今海域底部依舊散落著大量的鋼鐵殘骸。在第二次世界大戰發生前，此海域原本的名稱是薩沃海峽（英語：Savo Sound）。

## 主要發生過的海戰
- 薩沃島海戰，1942年8月9日，日方稱為「第一次所羅門海戰」
- 埃斯佩蘭斯海角海戰，1942年10月11日－10月12日，日方稱為「薩沃島近海海戰」
- 瓜達康納爾海戰，1942年11月13日－11月15日，日方稱為「第三次所羅門海戰」
- 塔薩法隆格海戰（英语：Battle of Tassafaronga），1942年11月30日，日方稱為「隆加角夜戰」
- 伊號作戰，1943年4月7日－4月15日

除上述戰役之外，也發生過數起小型戰役，如瓜達康納爾島撤退作戰（1943年2月1日－2月7日）。

## 沉沒船隻

### 薩沃島海戰，1942年8月9日
- 阿斯托利亞號重巡洋艦（紐奧良級重巡洋艦）
- 昆西號重巡洋艦（英语：USS Quincy (CA-39)）（紐奧良級重巡洋艦）
- 文森尼斯號重巡洋艦（英语：USS Vincennes (CA-44)）（紐奧良級重巡洋艦）
- 坎培拉號重巡洋艦（英语：HMAS Canberra (D33)）（肯特級重巡洋艦）

### 埃斯佩蘭斯海角海戰，1942年10月11日－10月12日
- 吹雪號驅逐艦（吹雪級驅逐艦）
- 古鷹號重巡洋艦（古鷹級重巡洋艦）
- 鄧肯號驅逐艦（英语：USS Duncan (DD-485)）（格里維斯級驅逐艦）

### 第一次瓜達康納爾海戰，1942年11月13日
- 曉號驅逐艦（曉級驅逐艦）
- 夕立號驅逐艦（白露級驅逐艦）
- 比叡號戰艦（金剛級戰艦）
- 亞特蘭大號輕巡洋艦（英语：USS Atlanta (CL-51)）（亞特蘭大級輕巡洋艦）
- 巴頓號驅逐艦（班森級驅逐艦）
- 顧盛號驅逐艦（英语：USS Cushing (DD-376)）（馬漢級驅逐艦）
- 拉菲號驅逐艦（班森級驅逐艦）
- 蒙森號驅逐艦（英语：USS Monssen (DD-436)）（格里維斯級驅逐艦）

### 第二次瓜達康納爾海戰，1942年11月15日
- 霧島號戰艦（金剛級戰艦）
- 綾波號驅逐艦（綾波級驅逐艦）
- 宏川丸（陸軍徴用軍隊輸送船），隸屬第二次增援輸送船團（第38師團），擱淺擱淺於瓜達康納爾島海岸的鬼怒川丸

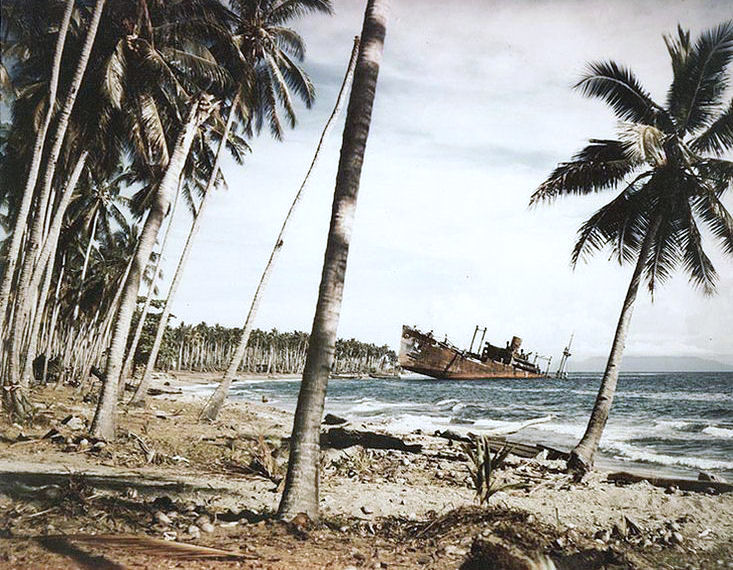
擱淺於瓜達康納爾島海岸的鬼怒川丸

- 鬼怒川丸（陸軍徴用軍隊輸送船），隸屬第二次增援輸送船團（第38師團），擱淺
- 山浦丸（陸軍徴用軍隊輸送船），隸屬第二次增援輸送船團（第38師團），擱淺
- 山月丸（陸軍徴用軍隊輸送船），隸屬第二次增援輸送船團（第38師團），擱淺
- 普雷斯頓號驅逐艦（英语：USS Preston (DD-379)）（馬漢級驅逐艦）
- 瓦爾克號驅逐艦（辛姆斯級驅逐艦）
- 班漢號驅逐艦（英语：USS Benham (DD-397)）（班漢級驅逐艦）

### 塔薩法隆格海戰，1942年11月30日
- 高波號驅逐艦（日语：高波 (駆逐艦)）（夕雲級驅逐艦）
- 北安普頓號重巡洋艦（英语：USS Northampton (CA-26)）（北安普頓級重巡洋艦）

### 瓜達康納爾島撤退作戰，1943年2月1日
- 卷雲號驅逐艦（日语：巻雲 (夕雲型駆逐艦)）（夕雲級驅逐艦）
- 德哈文號驅逐艦（英语：USS De Haven (DD-469)）（弗萊徹級驅逐艦）
- PT-37（英语：Patrol torpedo boat PT-37）（PT艇）
- PT-111（PT艇）
- PT-123（PT艇）

### 伊號作戰，1943年4月7日－4月15日
- 卡諾瓦號給油艦（英语：USS Kanawha (AO-1)）（卡諾瓦級給油艦（英语：Kanawha-class fleet replenishment oiler））
- 亞倫·沃德號驅逐艦（英语：USS Aaron Ward (DD-483)）（格里維斯級驅逐艦）
- 恐鳥號掃雷艦（英语：HMNZS Moa (T233)）（鳥級掃雷艦（英语：Bird-class minesweeper））

### 其餘小型海戰與航空戰中沉沒的日本船隻，1942年－1943年
- 菊月號驅逐艦（睦月級驅逐艦），沉於1942年5月4日美軍航空機攻擊
- 多摩丸（掃雷艦），沉於1942年5月4日美軍航空機攻擊
- 笹子丸（陸軍徴用軍隊輸送船），隸屬第一次增援輸送船團（第2師團），沉於1942年10月14日美軍航空機攻擊
- 九州丸（陸軍徴用軍隊輸送船），隸屬第一次增援輸送船團（第2師團），擱淺於1942年10月14日美軍航空機攻擊
- 吾妻山丸（英语：Azumasan Maru (1933)）（陸軍徴用軍隊輸送船），隸屬第一次增援輸送船團（第2師團），沉於1942年10月15日美軍航空機攻擊
- 伊號第三潛艦（伊一級潛水艦（日语：伊一型潜水艦）），沉於1942年12月9日美軍PT艇攻擊
- 照月號驅逐艦（秋月級驅逐艦），沉於1942年12月12日第四次輸送作戰（東京快車）
- 伊號第一潛艦（伊一級潛水艦），沉於1943年1月29日紐西蘭海軍恐鳥號掃雷艦攻擊

### 其餘小型海戰與航空戰中沉沒的同盟國船隻，1942年－1945年
- 喬治·F·艾略特號攻擊運輸艦（英语：USS George F. Elliott (AP-13)）（海伍德級攻擊運輸艦（英语：Heywood-class attack transport）），沉於1942年8月8日航空機攻擊
- 賈維斯號驅逐艦（英语：USS Jarvis (DD-393)）（巴格萊級驅逐艦），沉於1942年8月9日航空機攻擊[a]
- 布盧號驅逐艦（英语：USS Blue (DD-387)）（巴格萊級驅逐艦），沉於1942年8月22日江風號驅逐艦攻擊
- 古翰號驅逐艦（維克斯級驅逐艦），沉於1942年8月30日航空機攻擊
- 格列高利號驅逐艦（維克斯級驅逐艦），沉於1942年9月5日夕立號驅逐艦攻擊
- 利德號驅逐艦（維克斯級驅逐艦），沉於1942年9月5日夕立號驅逐艦攻擊
- 塞米諾爾號遠洋拖船（英语：USS Seminole (AT-65)）（切羅基級遠洋拖船），沉於1942年10月25日日軍驅逐艦攻擊
- 284號地區巡邏船（英语：USS YP-284）（地區巡邏船（英语：Yard patrol boat）），沉於1942年10月25日日軍驅逐艦攻擊
- 朱諾號輕巡洋艦（英语：USS Juneau (CL-52)）（亞特蘭大級輕巡洋艦），沉於1942年11月13日伊號第二十六潛艦攻擊[b]
- PT-44（PT艇），沉於1942年12月12日日軍驅逐艦攻擊
- PT-112（PT艇），沉於1943年1月11日日軍驅逐艦攻擊
- 約翰·潘號攻擊運輸艦（英语：USS John Penn (APA-23)）（攻擊運輸艦），沉於1943年8月13日航空機攻擊
- 巨蛇座號貨船（英语：USS Serpens (AK-97)）（美國海岸防衛隊貨船），沉於1945年1月29日裝載深水炸彈時誤爆事故

## 腳註
1. ↑  賈維斯號驅逐艦曾參與當天稍早發生的薩沃島海戰，受到重創，但並未在該海戰中沉沒。其在撤退時受到日軍的另一波轟炸機攻擊而沉沒。
2. ↑  朱諾號輕巡洋艦曾參與當天稍早發生的第一次瓜達康納爾海戰，但她是在撤退時遭到潛水艦魚雷攻擊而沉沒。

## 外部連結
- Casualties: U.S. Navy and Coast Guard Vessels, Sunk or Damaged Beyond Repair during World War II, 7 December 1941 – 1 October 1945 （页面存档备份，存于）
- National Geographic: The Lost Fleet of Guadalcanal, Part 1 （页面存档备份，存于）, 2 （页面存档备份，存于）, 3 （页面存档备份，存于）, 4 （页面存档备份，存于）, 5 （页面存档备份，存于）, 6
- Kinney, Pat. . The Courier. 2018-03-20  [2018-03-20]. （原始内容存档于2021-01-26）.

9°15′S 160°0′E / 9.250°S 160.000°E